# نیکولا انکولو
نیکولا الکسی ژولیو انکولو اندوبنا (فرانسوی: Nicolas Alexis Julio Nkoulou Ndoubena‎؛ زاده ۲۷ مارس ۱۹۹۰) بازیکن فوتبال اهل کامرون است.